# Сара Хіменес
Сара Хіменес (ісп. Sara Giménez; нар. 4 вересня 1996) — колишня парагвайська тенісистка.
Найвищу одиночну позицію світового рейтингу — 719 місце досягла 11 травня 2015, парну — 510 місце — 2 Dec 2013 року.
Здобула 2 парні титули туру ITF.

## Фінали ITF

### Парний розряд: 5 (2–3)
| Результат | Ранг | Дата     | Турнір                       | Покриття | Партнерка           | Суперниці                                   | Рахунок             |
| --------- | ---- | -------- | ---------------------------- | -------- | ------------------- | ------------------------------------------- | ------------------- |
| Перемога  | 1.   | Тра 2013 | ITF Вілья-Альєнде, Аргентина | Ґрунт    | Монтсеррат Гонсалес | Вікторія Босіо Аранса Салут                 | 6–4, 6–0            |
| Поразка   | 1.   | Сер 2013 | ITF Ла-Пас, Болівія          | Ґрунт    | Стефані Петіт       | Гвадалупе Морено Francesca Rescaldani       | 2–6, 2–6            |
| Поразка   | 2.   | Вер 2013 | ITF Ламбаре, Парагвай        | Ґрунт    | Монтсеррат Гонсалес | Carla Bruzzesi Avella Кароліна Себальйос    | 2–6, 5–7            |
| Перемога  | 2.   | Сер 2014 | ITF Санта-Крус, Болівія      | Ґрунт    | Noelia Zeballos     | Софія Луїні Гвадалупе Перес Рохас           | 6–7(3), 6–4, [10–8] |
| Поразка   | 3.   | Вер 2015 | ITF Анталія, Туреччина       | Тверде   | Фанню Естлунд       | Жакеліне Кабадж Авад Кайса Рінальдо Перссон | 3–6, 4–6            |